# ファイナル・デッド
『ファイナル・デッド』（The Breed）は、2006年の動物パニック・ホラー映画。
登場する犬には、訓練を受けた本物と、アニマトロニクス、特殊効果、視覚効果、CGなどの特撮技術が使用された。

## ストーリー
5人の若者たちは休暇を過ごす為、自家用飛行機で、ある孤島を訪れる。しかし、その島には凶暴化した犬たちが潜んでいた。襲撃を受け、飛行機を失い、仲間に死傷者が出る中、彼らは決死の脱出に挑む。

## キャスト
| 役名     | 俳優                       | 日本語吹替 |
| -------- | -------------------------- | ---------- |
| ニッキ   | ミシェル・ロドリゲス       | 杉本ゆう   |
| ジョン   | オリヴァー・ハドソン       | 藤井啓輔   |
| サラ     | タリン・マニング           | 浅井晴美   |
| マット   | エリック・ライヴリー       | 川田紳司   |
| ノア     | ヒル・ハーパー             | 佐藤晴男   |
| ルーク   | ニック・ボライン           |            |
| ジェニー | リサ＝マリー・シュナイダー |            |

## スタッフ
- 監督：ニコラス・マスタンドレア
- 製作総指揮：ウェス・クレイヴン、ハル・サドフ
- 製作：トーマス・ベッカー、デヴィッド・ランカスター、マリアンヌ・マッダレーナ、
カレン・ヴンドラ、イエルク・ヴェスターカンプ、ダヴィド・ヴィヒト
- 脚本：ロバート・コンテ、ピーター・マーティン・ワートマン
- 音楽：マーカス・トランプ
- 撮影監督：ジュリオ・ビッカリ
- 編集：ネイサン・イースターリング
- 衣装デザイン：ディアナ・シリアーズ
- 音響デザイン：スティーヴン・ハンター・フリック、ジョナサン・ミラー
- 美術デザイン：ジョニー・ブリート
- 美術監督:フラン・ヴォス
- セット・デザイン：シーラ・ホックマン
- セット装飾：メリンダ・ラウンスパック
- 照明：JP・ハンキンス、スティーヴン・ヨーク
- アニマトロニクス・デザイン:グレアム・プレス
- アニマトロニクス制作：ジャコ・スナイマン、リントン・リチャーズ、他五人
- 特殊効果コーディネーター：アントン・ヴォスター
- 視覚効果監修：サイモン・ハンセン、アリ・マレカ
- 3DCG：マイク・バックランド、他四人
- スタント指導：ローリー・ヤンセン
- 動物トレーナー：スレッド・レイノルズ、トーマス・ローチ、タマラ・アンドリュース、他七人
- 助監督：マリア・マンティア

## 挿入歌
- COOL AS KIM DEAL
- TOMHAT TOMCAT
- DOWN IN SUGARLAND
- I'M ALIVE NOW
- WILL IT EVER CHANGE?

## 各国のレイティング
- アメリカ：R（17歳未満要保護者同伴）
- 日本：未審査
- イギリス：15
- フィリピン：R-13
- アイルランド：15A（15歳以上推奨）
- シンガポール：PG（幼年者非推奨）
- アルゼンチン：13
- イタリア：VM14（14歳未満禁止）
- フィンランド：K-15
- ノルウェー：15
- オーストラリア：M（15歳以上推奨）
- ポルトガル：M/16

## トリビア
- 犬への殺傷シーン（特撮である）が多数あるため、動物愛護団体のチェックを受けている（エンドクレジット参照）
- 全編南アフリカロケ。
- ファイナル・デッド ダーク・ウォッチャー（Shadow Puppets、2007年作品）という映画があるが、日本側（本作と同じ会社）が邦題を似せただけで、他は一切無関係である。